# 六硼化铒
六硼化铒是一种无机化合物，化学式为ErB6，它是铒的硼化物之一。这种浅蓝色固体可由三氯化铒和癸硼烷(14)通过化学气相沉积反应制得。它不稳定，易分解为ErB4和ErB12。